# Le Convoi des braves
 (septembre 2021).
Si vous disposez d'ouvrages ou d'articles de référence ou si vous connaissez des sites web de qualité traitant du thème abordé ici, merci de compléter l'article en donnant les références utiles à sa vérifiabilité et en les liant à la section « Notes et références ».
Pour plus de détails, voir Fiche technique et Distribution.

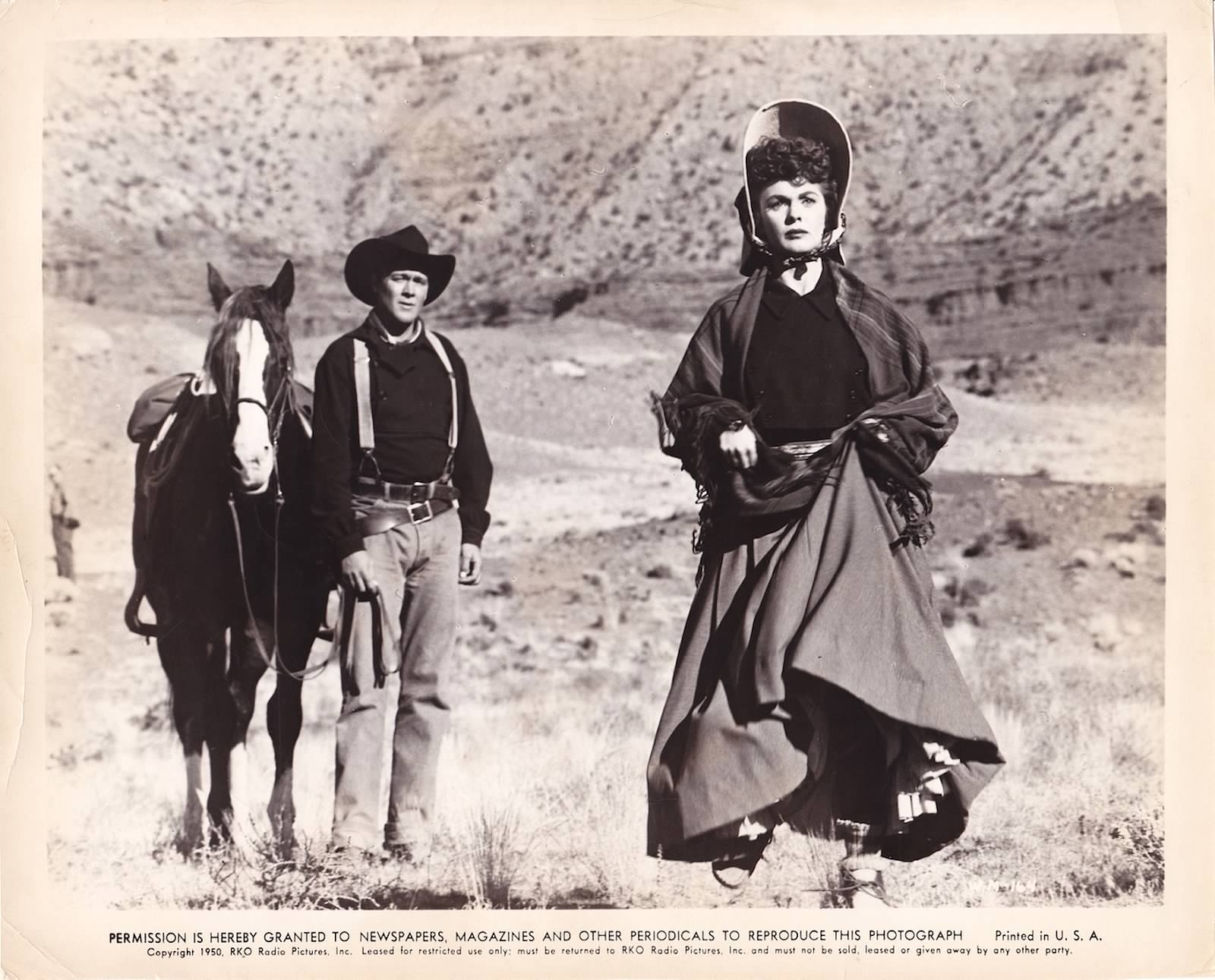
Ben Johnson et Joanne Dru

Le Convoi des braves (Wagon Master) est un film américain réalisé par John Ford, sorti en 1950.

## Synopsis
Dans les années 1870, deux jeunes maquignons acceptent de conduire un convoi de Mormons vers la vallée de San Juan dans l’Utah. C’est vers cette « Terre promise » qu’ils souhaitent se rendre avec leurs biens et leurs aspirations afin d’y fonder une nouvelle colonie. Au cours de leur odyssée, ils vont devoir affronter maintes péripéties, accueillir au sein de leur austère communauté une maigre troupe de pathétiques saltimbanques et affronter de cruels hors la loi. On retrouve l'univers de Ford, entre tendresse, humour, courage individuel et collectif et grands espaces.

## Fiche technique
- Titre original : Wagon Master
- Titre français : Le Convoi des braves
- Réalisation : John Ford
- Scénario : Patrick Ford et Frank S. Nugent
- Direction artistique : James Basevi
- Photographie : Bert Glennon, Archie Stout (seconde équipe)
- Montage : Jack Murray et Barbara Ford
- Musique : Richard Hageman
- Production : John Ford, Merian C. Cooper,  Lowell J. Farrell, (Argosy Pictures)
- Distribution : RKO Pictures
- Pays de production : États-Unis
- Format : Noir et blanc - 35 mm - 1,37:1 - Mono
- Genre : western
- Durée : 86 minutes
- Date de sortie : 
  - États-Unis : 19 avril 1950
  - France : 27 mai 1964

## Distribution
- Ward Bond (VF : Jacques Berthier) : Elder Wiggs
- Ben Johnson (VF : Pierre Trabaud) : Travis Blue
- Joanne Dru : Denver
- Harry Carey Jr. (VF : Guy Loriquet) : Sandy
- Charles Kemper (VF : Henry Djanik) : Oncle Shiloh Clegg
- Alan Mowbray (VF : René Fleur) : Dr. A. Locksley Hall
- Jane Darwell : Sœur Ledeyard
- Ruth Clifford (VF : Lita Recio) : Fleuretty Phyffe
- Russell Simpson (VF : Paul Villé) : Adam Perkins
- Kathleen O'Malley : Prudence Perkins
- Chuck Hayward : Jackson
- James Arness : Floyd Clegg
- Francis Ford : Mr. Peachtree
- Fred Libby : Reese Clegg
- Jim Thorpe : Navajo
- Mickey Simpson : Jesse Clegg
- Cliff Lyons (VF : Jean Violette) : Shérif de Crystal City

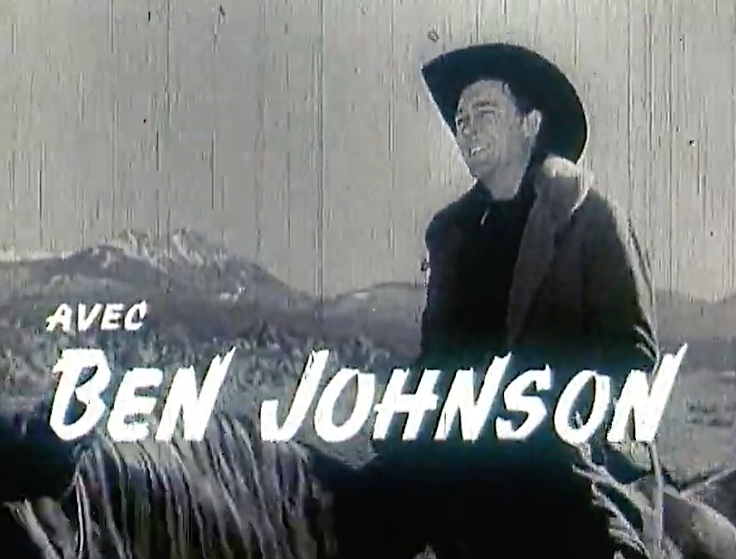
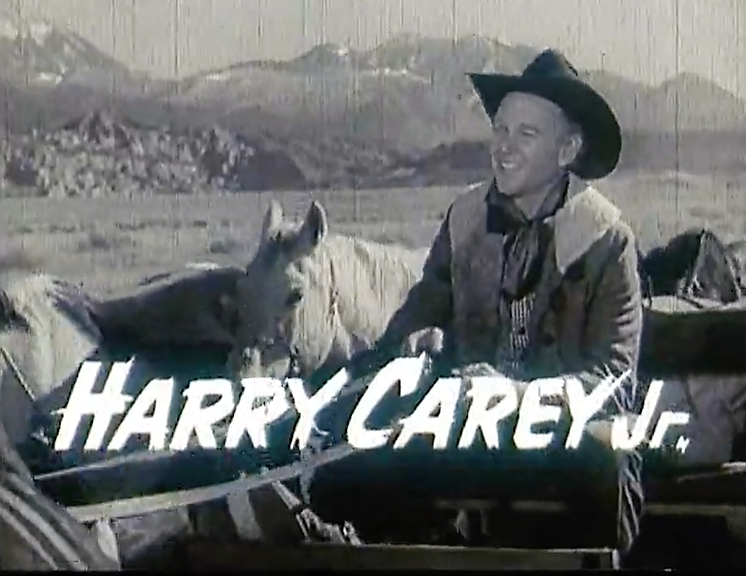
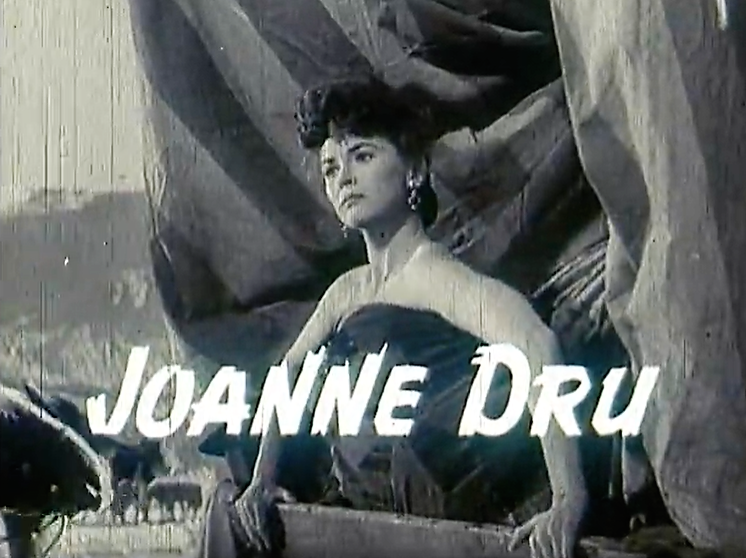
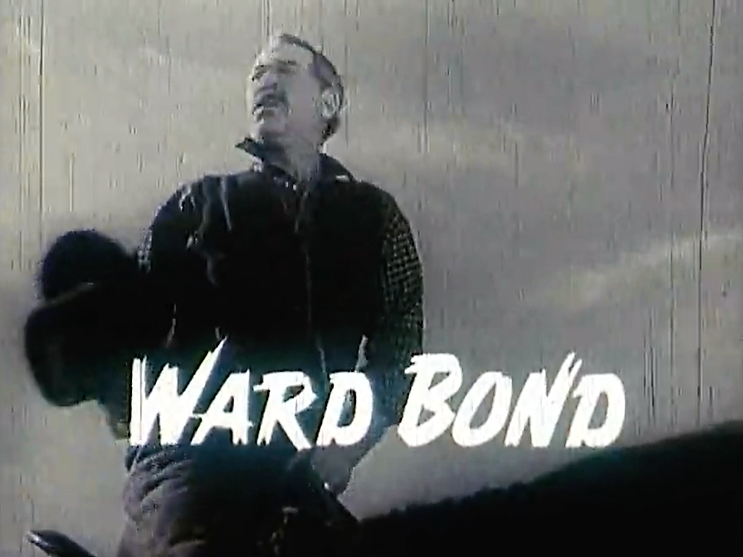

- Hank Worden : Luke Clegg
- Don Summers : Sam Jenkins
- Movita : Jeune indienne Navajo

## Autour du film
- Tournage du 14 novembre à mi-décembre 1949.
- Coût de production : 848 853 dollars.
- Recettes : 1 000 000 dollars.
- John Ford a déclaré : « Wagon Master est, avec The Fugitive et The Sun Shines Bright, l'œuvre la plus proche de ce que j'ai voulu faire. »
- L'histoire du film a été écrite par Ford lui-même et scénarisée par Frank S. Nugent et son fils Patrick Ford. Sa fille, Barbara, est monteuse sur le film, et Francis Ford (frère de John Ford) y interprète un second rôle.
- Wagon Master est à l'origine de la série Wagon Train dont Ward Bond est la vedette.